# Ministri dell'istruzione dell'Albania
Il presente elenco raccoglie tutti i nomi dei titolari del Ministero dell'istruzione dell'Albania, dalla costituzione del dicastero nel 1912.

## Albania indipendente (1912-1914)
| Ministro                                | Ministro                                | Ministro                                | Partito                                 | Primo Ministro                          | Mandato         | Mandato         |
| Ministro                                | Ministro                                | Ministro                                | Partito                                 | Primo Ministro                          | Inizio          | Fine            |
| Istruzione                              | Istruzione                              | Istruzione                              | Istruzione                              | Istruzione                              | Istruzione      | Istruzione      |
| --------------------------------------- | --------------------------------------- | --------------------------------------- | --------------------------------------- | --------------------------------------- | --------------- | --------------- |
|                                         |                                         | Luigi Gurakuqi (1879-1925)              | Indipendente                            | Qemali                                  | 4 dicembre 1912 | 22 gennaio 1914 |
| Commissione Internazionale di Controllo | Commissione Internazionale di Controllo | Commissione Internazionale di Controllo | Commissione Internazionale di Controllo | Commissione Internazionale di Controllo | 22 gennaio 1914 | 14 marzo 1914   |

## Principato d'Albania (1914-1925)
| Ministro                             | Ministro                             | Ministro                             | Partito                              | Primo Ministro                       | Mandato          | Mandato          |
| Ministro                             | Ministro                             | Ministro                             | Partito                              | Primo Ministro                       | Inizio           | Fine             |
| Istruzione                           | Istruzione                           | Istruzione                           | Istruzione                           | Istruzione                           | Istruzione       | Istruzione       |
| ------------------------------------ | ------------------------------------ | ------------------------------------ | ------------------------------------ | ------------------------------------ | ---------------- | ---------------- |
|                                      |                                      | Mihal Turtulli (1856-1935)           | Indipendente                         | Përmeti I                            | 15 marzo 1914    | 20 maggio 1914   |
| Përmeti II                           | 28 maggio 1914                       | Mihal Turtulli (1856-1935)           | Indipendente                         | 3 ottobre 1914                       |                  |                  |
| Ministero soppresso                  | Ministero soppresso                  | Ministero soppresso                  | Ministero soppresso                  | Toptani                              | 5 ottobre 1914   | 27 gennaio 1916  |
| Occupazione austro-ungarica/italiana | Occupazione austro-ungarica/italiana | Occupazione austro-ungarica/italiana | Occupazione austro-ungarica/italiana | Occupazione austro-ungarica/italiana | febbraio 1916    | novembre 1918    |
|                                      |                                      | Luigi Gurakuqi (1879-1925)           | Indipendente                         | Përmeti III                          | 25 dicembre 1918 | 29 gennaio 1920  |
|                                      |                                      | Sotir Peci (1873-1932)               | Indipendente                         | Delvina                              | 30 gennaio 1920  | 14 novembre 1920 |
|                                      |                                      | Kristo Floqi (1876-1951)             | Indipendente                         | Vrioni I                             | 15 novembre 1920 | 1º luglio 1921   |
|                                      |                                      | Sotir Peci (1873-1932)               | Indipendente                         | Vrioni II                            | 11 luglio 1921   | 16 ottobre 1921  |
|                                      |                                      | Hil Mosi (1885-1933)                 | Indipendente                         | Evangjeli I                          | 16 ottobre 1921  | 6 dicembre 1921  |
|                                      |                                      | Haki Tefiku (1880-1958)              | Indipendente                         | Koculi                               | 6 dicembre 1921  | 6 dicembre 1921  |
|                                      |                                      | Kristo Dako (1880-1941)              | Indipendente                         | Prishtina                            | 7 dicembre 1921  | 12 dicembre 1921 |
|                                      |                                      | Aleksandër Xhuvani (1880-1961)       | Indipendente                         | Kosturi                              | 12 dicembre 1921 | 24 dicembre 1921 |
|                                      |                                      | Rexhep Mitrovica (1888-1967)         | Indipendente                         | Ypi                                  | 24 dicembre 1921 | 2 dicembre 1922  |
| Zogu I                               | 2 dicembre 1922                      | Rexhep Mitrovica (1888-1967)         | Indipendente                         | 25 febbraio 1924                     |                  |                  |
|                                      |                                      | Fahri Rashiti (1881-1944)            | Indipendente                         | Vërlaci I                            | 3 marzo 1924     | 27 maggio 1924   |
| Vrioni III                           | 30 maggio 1924                       | Fahri Rashiti (1881-1944)            | Indipendente                         | 10 giugno 1924                       |                  |                  |
|                                      |                                      | Stavro Vinjau (1893-1975)            | Popolare                             | Noli                                 | 16 giugno 1924   | 24 dicembre 1924 |

## Repubblica albanese (1925-1928)
| Ministro                     | Ministro                     | Ministro                     | Partito                      | Primo Ministro               | Mandato                      | Mandato                      |
| Ministro                     | Ministro                     | Ministro                     | Partito                      | Primo Ministro               | Inizio                       | Fine                         |
| Lavori pubblici e istruzione | Lavori pubblici e istruzione | Lavori pubblici e istruzione | Lavori pubblici e istruzione | Lavori pubblici e istruzione | Lavori pubblici e istruzione | Lavori pubblici e istruzione |
| ---------------------------- | ---------------------------- | ---------------------------- | ---------------------------- | ---------------------------- | ---------------------------- | ---------------------------- |
|                              |                              | Kosta Kota (1886-1947)       | Indipendente                 | Zogu II                      | 6 gennaio 1925               | 31 gennaio 1925              |
| vacante                      | vacante                      | vacante                      | vacante                      | Primo governo repubblicano   | 1º febbraio 1925             | 23 settembre 1925            |
| vacante                      | vacante                      | vacante                      | vacante                      | Secondo governo repubblicano | 28 settembre 1925            | 10 febbraio 1927             |
| Istruzione                   |                              |                              |                              |                              |                              |                              |
|                              |                              | Xhaferr Ypi (1880-1940)      | Popolare                     | Terzo governo repubblicano   | 12 febbraio 1927             | 21 ottobre 1927              |
| Quarto governo repubblicano  | 24 ottobre 1927              | Xhaferr Ypi (1880-1940)      | Popolare                     | 10 maggio 1928               |                              |                              |
| Quinto governo repubblicano  | 11 maggio 1928               | Xhaferr Ypi (1880-1940)      | Popolare                     | 1º settembre 1928            |                              |                              |

## Regno d'Albania (1928-1939)
| Ministro      | Ministro       | Ministro                      | Partito      | Primo Ministro  | Mandato          | Mandato         |
| Ministro      | Ministro       | Ministro                      | Partito      | Primo Ministro  | Inizio           | Fine            |
| Istruzione    | Istruzione     | Istruzione                    | Istruzione   | Istruzione      | Istruzione       | Istruzione      |
| ------------- | -------------- | ----------------------------- | ------------ | --------------- | ---------------- | --------------- |
|               |                | Xhaferr Ypi (1880-1940)       | Popolare     | Kota I          | 5 settembre 1928 | 16 gennaio 1929 |
|               |                | Abdurrahman Dibra (1885-1961) | PLL          | Kota I          | 16 gennaio 1929  | 5 marzo 1930    |
|               |                | Hil Mosi (1885-1933)          | Indipendente | Evangjeli II    | 6 marzo 1930     | 11 aprile 1931  |
| Evangjeli III | 20 aprile 1931 | Hil Mosi (1885-1933)          | Indipendente | 7 dicembre 1932 |                  |                 |
|               |                | Mirash Ivanaj (1891-1953)     | Indipendente | Evangjeli IV    | 11 gennaio 1933  | 16 ottobre 1935 |
|               |                | Nush Bushati (1896-1973)      | Indipendente | Frashëri        | 21 ottobre 1935  | 7 novembre 1936 |
|               |                | Faik Shatku (1889-1946)       | Indipendente | Kota II         | 9 novembre 1936  | 31 maggio 1938  |
|               |                | Abdurrahman Dibra (1885-1961) | PLL          | Kota II         | 31 maggio 1938   | 7 aprile 1939   |

## Protettorato Italiano del Regno d'Albania (1939-1943)
| Ministro                                    | Ministro                                    | Ministro                                    | Partito                                     | Primo Ministro                              | Mandato                                     | Mandato                                     |
| Ministro                                    | Ministro                                    | Ministro                                    | Partito                                     | Primo Ministro                              | Inizio                                      | Fine                                        |
| Ministro segretario di Stato all'istruzione | Ministro segretario di Stato all'istruzione | Ministro segretario di Stato all'istruzione | Ministro segretario di Stato all'istruzione | Ministro segretario di Stato all'istruzione | Ministro segretario di Stato all'istruzione | Ministro segretario di Stato all'istruzione |
| ------------------------------------------- | ------------------------------------------- | ------------------------------------------- | ------------------------------------------- | ------------------------------------------- | ------------------------------------------- | ------------------------------------------- |
|                                             |                                             | Ernest Koliqi (1903-1975)                   | Indipendente                                | Vërlaci II                                  | 21 aprile 1939                              | 3 dicembre 1941                             |
|                                             |                                             | Xhevat Korça (1893-1959)                    | Indipendente                                | Merlika Kruja                               | 3 dicembre 1941                             | 4 gennaio 1943                              |
|                                             |                                             | Ndoc Naraçi (ad interim) (1899-1987)        | Indipendente                                | Libohova I                                  | 18 gennaio 1943                             | 11 febbraio 1943                            |
|                                             |                                             | Rexhep Krasniqi (1906-1999)                 | Indipendente                                | Bushati                                     | 12 febbraio 1943                            | 28 aprile 1943                              |
| vacante                                     | vacante                                     | vacante                                     | vacante                                     | Libohova II                                 | 11 maggio 1943                              | 8 luglio 1943                               |
|                                             |                                             | Zef Benusi (1900-1965)                      | Indipendente                                | Libohova II                                 | 8 luglio 1943                               | 10 settembre 1943                           |
| Comitato amministrativo provvisorio         | Comitato amministrativo provvisorio         | Comitato amministrativo provvisorio         | Comitato amministrativo provvisorio         | Comitato amministrativo provvisorio         | 14 settembre 1943                           | 4 novembre 1943                             |

## Occupazione tedesca del Regno d'Albania (1943-1944)
| Ministro | Ministro       | Ministro                            | Partito      | Primo Ministro | Mandato          | Mandato         |
| Ministro | Ministro       | Ministro                            | Partito      | Primo Ministro | Inizio           | Fine            |
| -------- | -------------- | ----------------------------------- | ------------ | -------------- | ---------------- | --------------- |
|          |                | Koço Muka (1895-1954)               | Indipendente | Mitrovica      | 5 novembre 1943  | 16 giugno 1944  |
| Dine     | 18 luglio 1944 | Koço Muka (1895-1954)               | Indipendente | 28 agosto 1944 |                  |                 |
|          |                | Rrok Kolaj (ad interim) (1897-1950) | Indipendente | Biçakçiu       | 6 settembre 1944 | 25 ottobre 1944 |

## Repubblica Popolare Socialista d'Albania (1944-1991)
| Ministro             | Ministro         | Ministro                              | Partito      | Primo Ministro           | Mandato           | Mandato           |
| Ministro             | Ministro         | Ministro                              | Partito      | Primo Ministro           | Inizio            | Fine              |
| Istruzione           | Istruzione       | Istruzione                            | Istruzione   | Istruzione               | Istruzione        | Istruzione        |
| -------------------- | ---------------- | ------------------------------------- | ------------ | ------------------------ | ----------------- | ----------------- |
|                      |                  | Gjergj Kokoshi (1904-1960)            | Indipendente | Hoxha I                  | 23 ottobre 1944   | 13 gennaio 1945   |
|                      |                  | Kostaq Cipo (1892-1952)               | Indipendente | Hoxha I                  | 13 gennaio 1945   | 21 marzo 1946     |
|                      |                  | Sejfulla Malëshova (1900-1971)        | PKSH         | Hoxha II                 | 22 marzo 1946     | 6 maggio 1947     |
|                      |                  | Manol Konomi (ad interim) (1910-2002) | PKSH         | Hoxha II                 | 6 maggio 1947     | 5 febbraio 1948   |
|                      |                  | Naxhije Dume (1921-2008)              | PPSH         | Hoxha II                 | 6 febbraio 1948   | 1º ottobre 1948   |
|                      |                  | Kahreman Ylli (1917-1975)             | PPSH         | Hoxha III                | 23 novembre 1948  | 4 luglio 1950     |
| Hoxha IV             | 5 luglio 1950    | Kahreman Ylli (1917-1975)             | PPSH         | 9 aprile 1952            |                   |                   |
| Hoxha IV             |                  |                                       | PPSH         | Bedri Spahiu (1908-1998) | 10 aprile 1952    | 31 luglio 1953    |
| Istruzione e cultura |                  |                                       | PPSH         |                          |                   |                   |
|                      |                  | Bedri Spahiu (1908-1998)              | PPSH         | Hoxha V                  | 1º agosto 1953    | 19 luglio 1954    |
| Shehu I              | 19 luglio 1954   | Bedri Spahiu (1908-1998)              | PPSH         | 21 giugno 1955           |                   |                   |
| Shehu I              |                  |                                       | PPSH         | Ramiz Alia (1925-2011)   | 21 giugno 1955    | 21 giugno 1958    |
|                      |                  | Manush Myftiu (1919-1997)             | PPSH         | Shehu II                 | 22 giugno 1958    | 12 luglio 1962    |
| Shehu III            | 12 luglio 1962   | Manush Myftiu (1919-1997)             | PPSH         | 22 giugno 1965           |                   |                   |
| Istruzione           |                  |                                       |              |                          |                   |                   |
|                      |                  | Thoma Deliana (1925-2014)             | PPSH         | Shehu III                | 23 giugno 1965    | 13 settembre 1966 |
| Istruzione e cultura |                  |                                       |              |                          |                   |                   |
|                      |                  | Thoma Deliana (1925-2014)             | PPSH         | Shehu IV                 | 14 settembre 1966 | 18 novembre 1970  |
| Shehu V              | 19 novembre 1970 | Thoma Deliana (1925-2014)             | PPSH         | 28 ottobre 1974          |                   |                   |
| Shehu VI             | 28 ottobre 1974  | Thoma Deliana (1925-2014)             | PPSH         | 3 maggio 1976            |                   |                   |
| Shehu VI             |                  |                                       | PPSH         | Tefta Cami (1940)        | 3 maggio 1976     | 26 dicembre 1978  |
| Shehu VII            | 27 dicembre 1978 | 18 dicembre 1981                      | PPSH         | Tefta Cami (1940)        |                   |                   |
| Çarçani I            | 15 gennaio 1982  | 23 novembre 1982                      | PPSH         | Tefta Cami (1940)        |                   |                   |
| Çarçani II           | 23 novembre 1982 | 19 febbraio 1987                      | PPSH         | Tefta Cami (1940)        |                   |                   |
| Istruzione           |                  |                                       |              |                          |                   |                   |
|                      |                  | Skënder Gjinushi (1949)               | PPSH         | Çarçani III              | 20 febbraio 1987  | 21 febbraio 1991  |
|                      |                  | Kastriot Islami (1952)                | PPSH         | Nano I                   | 22 febbraio 1991  | 10 maggio 1991    |

## Repubblica d'Albania (dal 1991)
| Ministro                     | Ministro         | Ministro                  | Partito           | Primo Ministro    | Mandato           | Mandato           |
| Ministro                     | Ministro         | Ministro                  | Partito           | Primo Ministro    | Inizio            | Fine              |
| Istruzione                   | Istruzione       | Istruzione                | Istruzione        | Istruzione        | Istruzione        | Istruzione        |
| ---------------------------- | ---------------- | ------------------------- | ----------------- | ----------------- | ----------------- | ----------------- |
|                              |                  | Maqo Lakrori (?-?)        | PPSH              | Nano II           | 11 maggio 1991    | 4 giugno 1991     |
|                              | PSSH             | Maqo Lakrori (?-?)        | Bufi              | 11 giugno 1991    | 6 dicembre 1991   |                   |
|                              | PSSH             |                           | Alfred Pema (?-?) | Ahmeti            | 18 dicembre 1991  | 13 aprile 1992    |
|                              |                  | Ylli Vejsiu (?-?)         | PDSH              | Meksi I           | 13 aprile 1992    | 6 aprile 1993     |
|                              |                  | Xhezair Teliti (1948)     | PDSH              | Meksi I           | 6 aprile 1993     | 6 agosto 1993     |
| Meksi II                     | 7 agosto 1993    | Xhezair Teliti (1948)     | PDSH              | 3 dicembre 1994   |                   |                   |
| Meksi III                    | 4 dicembre 1994  | Xhezair Teliti (1948)     | PDSH              | 10 luglio 1996    |                   |                   |
| Istruzione e sport           |                  |                           |                   |                   |                   |                   |
|                              |                  | Edmond Lulja (1946)       | PDSH              | Meksi IV          | 11 luglio 1996    | 10 marzo 1997     |
|                              |                  | Luan Skuqi (1951)         | PDSH              | Fino              | 11 marzo 1997     | 27 luglio 1997    |
| Istruzione e scienza         |                  |                           |                   |                   |                   |                   |
|                              |                  | Et'hem Ruka (1947)        | PSSH              | Nano III          | 25 luglio 1997    | 29 settembre 1998 |
| Istruzione                   |                  |                           |                   |                   |                   |                   |
|                              |                  | Et'hem Ruka (1947)        | PSSH              | Majko I           | 2 ottobre 1998    | 25 ottobre 1999   |
| Meta I                       | 28 ottobre 1999  | Et'hem Ruka (1947)        | PSSH              | 6 settembre 2001  |                   |                   |
| Istruzione e scienza         |                  |                           |                   |                   |                   |                   |
|                              |                  | Ben Blushi (1969)         | PSSH              | Meta II           | 7 settembre 2001  | 29 gennaio 2002   |
| Istruzione                   |                  |                           |                   |                   |                   |                   |
|                              |                  | Luan Memushi (1951)       | PSSH              | Majko II          | 22 febbraio 2002  | 25 luglio 2002    |
| Nano IV                      | 29 luglio 2002   | Luan Memushi (1951)       | PSSH              | 29 dicembre 2003  |                   |                   |
| Nano V                       | 29 dicembre 2003 | Luan Memushi (1951)       | PSSH              | 1º settembre 2005 |                   |                   |
| Istruzione e scienza         |                  |                           |                   |                   |                   |                   |
|                              |                  | Genc Pollo (1963)         | PDR               | Berisha I         | 9 settembre 2005  | 30 luglio 2008    |
|                              |                  | Fatos Beja (1948)         | PDSH              | Berisha I         | 30 luglio 2008    | 10 settembre 2009 |
|                              |                  | Myqerem Tafaj (1957)      | PDSH              | Berisha II        | 16 settembre 2009 | 10 settembre 2013 |
| Istruzione e sport           |                  |                           |                   |                   |                   |                   |
|                              |                  | Lindita Nikolla (1965)    | PSSH              | Rama I            | 11 settembre 2013 | 21 maggio 2017    |
|                              |                  | Mirela Karabina (?-?)     | Indipendente      | Rama I            | 22 maggio 2017    | 12 settembre 2017 |
| Istruzione, sport e gioventù |                  |                           |                   |                   |                   |                   |
|                              |                  | Lindita Nikolla (1965)    | PSSH              | Rama II           | 13 settembre 2017 | 17 gennaio 2019   |
|                              |                  | Besa Shahini (1982)       | PSSH              | Rama II           | 17 gennaio 2019   | 14 settembre 2020 |
|                              |                  | Evis Kushi (1975)         | PSSH              | Rama II           | 15 settembre 2020 | 18 settembre 2021 |
| Istruzione e sport           |                  |                           |                   |                   |                   |                   |
|                              |                  | Evis Kushi (1975)         | PSSH              | Rama III          | 18 settembre 2021 | 9 settembre 2023  |
|                              |                  | Ogerta Manastirliu (1978) | PSSH              | Rama III          | 12 settembre 2023 | in carica         |